# ハスクバーナ・ゼノア
ハスクバーナ・ゼノア株式会社（Husqvarna Zenoah Co. Ltd ）は、埼玉県川越市にあるハスクバーナ傘下の大手機器メーカーである。
1910年に東京瓦斯電気工業として創立し、1979(昭和54)年小松部品株式会社と合併改称、小松ゼノア（後にコマツゼノアへの改称を経て現在のコマツユーティリティ）の農林機器部門を分離、スウェーデンのハスクバーナに全株式を売却して株式会社ゼノアとして2007年4月1日に発足（設立は2006年12月）。その後、同年12月にハスクバーナの日本法人と合併し、現社名となった。

## 概要
- 企業名　ハスクバーナ・ゼノア株式会社
- 代表者　代表取締役社長　Ryan Matthew Wesselschmidt
- 従業員数　446名
- 本社所在地　埼玉県川越市南台1-9